# نادي ديبورتيفو إيبرو
نادي ديفرتيفو إيبرو (بالإسبانية: Club Deportivo Ebro)‏، هو نادي كرة قدم إسباني يقع مقره في أرغون في سرقسطة، إسبانيا، تأسس سنة 1942.
يلعب نادي إيبرو حالياً في الدوري الإسباني الدرجة الثانية بي.

## وصلات خارجية
- Official website (بالإسبانية)
- Futbolme team profile (بالإسبانية)
- Club & stadium history Estadios de España (بالإنجليزية)